# Vardenis
Vardenis (arménsky Վարդենիս) je město v Arménii. K roku 2009 v něm žilo přes dvanáct tisíc obyvatel.

## Poloha
Vardenis leží v provincii Gegharkunik na východě země, jihovýchodně od Sevanského jezera.

## Obyvatelstvo
V důsledku války o Náhorní Karabach po roce 1988 z města zmizela výrazná azerská menšina. Ve městě tak převažují Arméni. 

## Kultura
Nejvýznamnější církví je Arménská apoštolská církev.

## Sport
V letech 1992–1995 působil ve městě fotbalový klub Lernagorc Vardenis FC.